# Jean-Baptiste Sauce
 (août 2016).
Si vous disposez d'ouvrages ou d'articles de référence ou si vous connaissez des sites web de qualité traitant du thème abordé ici, merci de compléter l'article en donnant les références utiles à sa vérifiabilité et en les liant à la section « Notes et références ».
Pour les articles homonymes, voir Sauce (homonymie).
Jean-Baptiste Sauce, né le 4 mars 1755 à Varennes-en-Argonne et mort le 24 octobre 1825 à Saint-Mihiel, est une personnalité de la Révolution française.
Épicier-chandelier, il était, quoique peu instruit, estimé de ses compatriotes qui l’avaient nommé procureur-syndic de sa commune. En l’absence du maire, Robert-François George, député à l’Assemblée nationale, il était le premier magistrat de la commune qui comptait près de 1 300 habitants. Il avait épousé en 1773 Marie-Jeanne Fournelle, de sept ans son aînée dont il avait eu une nombreuses famille et hébergeait sa belle-mère, veuve, née en 1719.

## La nuit du 21 juin 1791

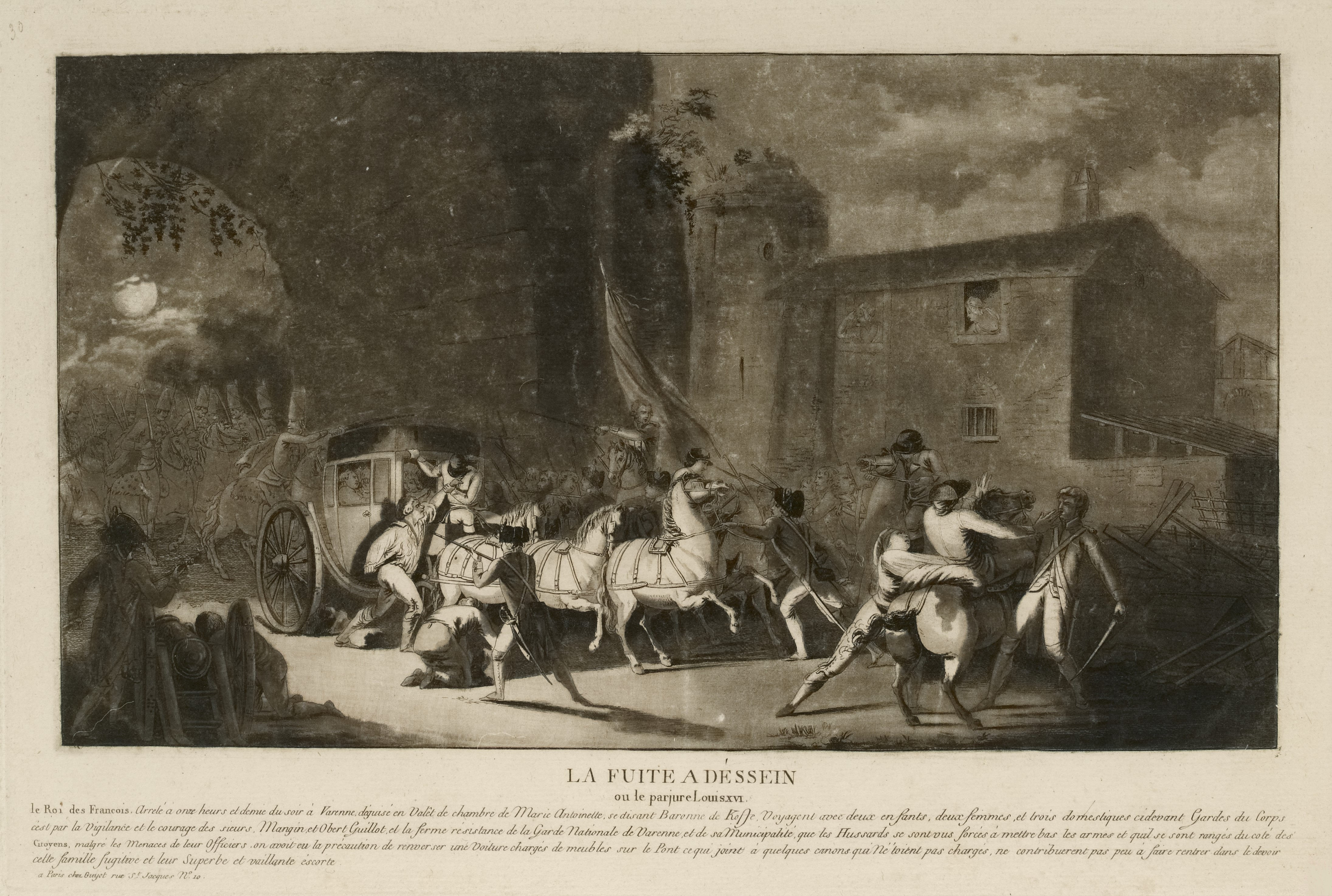
La berline des fugitifs arrêtée par les villageois.

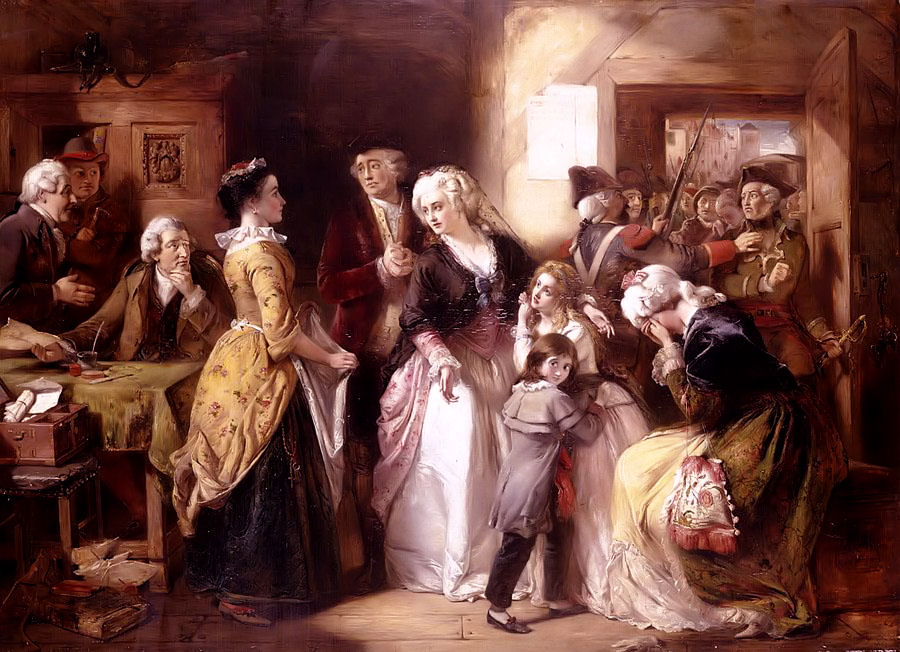
Arrestation de la famille royale (Thomas Falcon Marshall, 1854).

Dans ce fief du Pays d'Argonne, possession du prince de Condé, prince du sang en émigration, la journée du 21 juin 1791 a été marquée par des mouvements de troupes  des hussards de Lauzun qui intriguent les villageois.
Vers 23 heures, alors que le soir tombe, des villageois, prévenus par le maître de poste de Sainte Menehould Jean-Baptiste Drouet et son ami Jean-Chrysostome Guillaume, arrêtent de force la berline soupçonnée de transporter la famille royale. C'est en sa qualité de procureur-syndic, pour protéger les voyageurs de la vindicte des patriotes en attendant les ordres officiels, que le citoyen Sauce accueille à son domicile la baronne de Korff et sa suite (en fait Louis XVI, sa famille et quelques fidèles)  (épisode de la Révolution que l'histoire retiendra sous le titre de « fuite de Varennes »). Il traite ses hôtes avec le respect dû à des voyageurs de passage mais, face à l'incertitude de leur identité, sans leur accorder les égards dus communément aux personnes de sang royal. Jean-Baptiste Sauce vérifie les passeports qui sont en règle (il s'agit de « vrais faux passeports ») et s'apprête à laisser repartir la berline mais Jean-Baptiste Drouet l'en empêche.
Le juge Jacques Destez, qui a vécu à Versailles, entre et reconnaissant le roi, ployant le genou, ému, s'écrie « Ah, Sire ! ». Le roi révèle alors son identité : « Eh bien oui, je suis le roi, voilà la reine et la famille royale. Je viens vivre parmi vous, dans le sein de mes enfants que je n'abandonne pas ». Les présents sont émus, la grand-mère du procureur-syndic, née sous Louis XIV, baise les mains du petit Dauphin et de Madame Royale avant de se retirer en pleurs dans sa chambre. 
Tandis que sonne le tocsin, la foule est plus curieuse qu'agressive. Les troupes en contact avec la population et abandonnées par leurs officiers fraternisent avec les villageois. 
Vers minuit et demi, le duc de Choiseul entre dans le village et fait stationner ses hommes devant la maison Sauce. Une certaine anarchie commence à s'installer d'autant plus que les villageois des communes avoisinantes se sont précipités à Varennes et assiègent la maison du procureur-syndic. Le roi souhaite repartir, ce qui lui est accordé mais pas avant le matin.
À 3 heures, la reine, à bout de nerfs, demande à faire arrêter le tocsin. On s'empresse de la satisfaire.
Vers 5 heures et demie du matin, deux envoyés de l'Assemblée nationale arrivent à Varennes, présentant les larmes aux yeux l'ordre d'arrêter la famille royale et de la reconduire à Paris. Le roi, posant la missive sur le lit où dorment ses enfants, dit à la reine : « Il n'y a plus de roi en France ». La reine, d'un geste rageur, reprend le papier s'écriant : « Je ne veux pas qu'il souille mes enfants ». Un murmure réprobateur s'élève de la foule.
Certains fidèles de la monarchie proposent au roi de l'aider à fuir mais Louis XVI préfère attendre les troupes du marquis de Bouillé qui stationnent à Stenay. 
À la reine qui espérait obtenir le soutien de madame Sauce au nom d'une certaine solidarité féminine, l'épicière répondit : 
« Madame, vous vous souciez des intérêts de votre mari ; souffrez que je me soucie des intérêts du mien ».
Madame Elisabeth s'entend répondre par un ancien soldat habitant le village : « Je suis citoyen avant d'être sujet ».
À 7 heures, les patriotes de Varennes incitent les envoyés de l'Assemblée à ramener les fugitifs à Paris. Pour gagner du temps, le roi prend un copieux petit-déjeuner, espérant encore mais en vain l'arrivée des troupes de Bouillé.
À 8 heures, ce 22 juin 1791, tandis que les officiers royalistes sont conduits à Verdun pour y être incarcérés, les voyageurs pénètrent dans la berline qui prend la route de Paris

## Épilogue
À son retour aux Tuileries, le roi fait parvenir à Jean-Baptiste Sauce 20 000 livres en témoignage de reconnaissance pour le comportement respectueux envers la famille royale lors de cet épisode. Jean-Baptiste Sauce perd immédiatement sa charge. Il quitte Varennes pour Saint-Mihiel.
L'année suivante, la France déclare la guerre à l'Autriche en avril. La famille royale est incarcérée après la journée du 10 août 1792. La France est envahie par ses ennemis. Les troupes prussiennes (dont font partie certains émigrés exaltés) pénètrent dans Saint-Mihiel le 3 septembre. Les Prussiens souhaitent laver l'affront fait à la famille royale à Varennes en arrêtant Jean-Baptiste Sauce (Manifeste de Brunswick) mais celui-ci est en mission à Gondrecourt-le-Château. Désirant avant tout protéger ses cinq enfants, Madame Sauce s'enfuit mais tombe dans un puits. On l'en sort mais ses jambes sont fracturées. Elle meurt de ses blessures quelques jours plus tard.
Jean-Baptiste Sauce termine sa vie comme greffier en chef du tribunal de Saint-Mihiel puis comme greffier de la cour de justice criminelle du département de la Meuse.
De deux mariages, il eut six enfants qui atteignirent l'âge adulte. L'aîné, Jean-Baptiste (1775-1859), resté célibataire, entra comme soldat au bataillon de la Meuse en 1792, fit les campagnes de la Révolution et de l'Empire, et fut promu major (lieutenant-colonel) en 1813. La cinquième, Béatrix-Victoire (1794-1861), épousa Nicolas Deleau, médecin spécialiste des maladies de l'ouïe et de la surdité.